# 416
Het jaar 416 is het 16e jaar in de 5e eeuw volgens de christelijke jaartelling.

## Gebeurtenissen

### Italië
- Priscus Attalus, Romeins usurpator, wordt als krijgsgevangene meegevoerd in een triomftocht van keizer Honorius door de straten van Rome. Na de festiviteiten wordt hij verbannen naar de Liparische Eilanden ten noorden van Sicilië.

### Europa
- De Visigoten onder leiding van Wallia voeren oorlog tegen de Vandalen, Alanen en Sueben in Spanje. Hij verovert de Romeinse provincie Tarraconensis en de goudmijnen in Las Médulas. Volgens Plinius de Oudere wordt er jaarlijks 20.000 Romeinse ponden gedolven.

### Azië
- In Japan wordt het keizerlijk paleis in Kioto getroffen door een aardbeving.